# Foreste di conifere di Qionglai-Minshan
Le foreste di conifere di Qionglai-Minshan sono una ecoregione terrestre della ecozona paleartica appartenente al bioma delle Foreste di conifere temperate (codice ecoregione: PA0518) che si sviluppa per circa 80.200 km2 nella Cina sud-occidentale.
L'ecoregione fa parte dell'ecoregione globale denominata Foreste di conifere dei Monti Hengduan Shan, inclusa nella lista Global 200.
Lo stato di conservazione è considerato in pericolo critico.

## Territorio
La regione si sviluppa per una lunghezza di cira 700 km sul bordo orientale dell'altopiano tibetano, fra la regione di Amdo e il bacino del Sichuan. La regione è topograficamente composta dalle catene montuose dei monti Hengduan, monti Min, monti Qionglai, monti Daxue e monti Daliang. In queste catene vi sono molte vette che superano i 4.000 m. di altitudine e la vetta più alta è il Gongga Shan, (7.556 m.). Il territorio è attraversato da diversi fiumi facenti parte del bacino superiore dello Yangtze. Fra questi il Dadu (affluente del fiume Min), il Qingyi (affluente dello Yangtze) e il Jinsha (corso superiore dello 
Yangtze), le cui valli si trovano ad una altitudine fra 1.000 e 2.000 m.
Anche se localizzato a latitudini subtropicali, nel territorio si forma una notevole neve invernale oltre i 3.000 m.

## Flora
Tra le varie conifere native, una sottospecie di Abies fabri, A. fabri minensis, il cui epiteto del nome scientifico prende il nome proprio dai Monti Min, e una varietà di Abies fargesii, A. fargesii var. faxoniana.

## Fauna
Le foreste di conifere di Qionglai-Minshan sono celebri come uno degli ultimi rifugi del panda gigante (Ailuropoda melanoleuca), simbolo della conservazione in Cina e nel mondo. Insieme al panda, in queste foreste vive anche il panda rosso (Ailurus fulgens), che frequenta le aree di sottobosco fitto ricche di bambù. Tra i mammiferi tipici figurano inoltre il leopardo nebuloso (Neofelis nebulosa), il takin (Budorcas taxicolor), il goralo cinese (Naemorhedus griseus), la martora dalla gola gialla (Martes flavigula), il lupo (Canis lupus) e diverse specie di cervidi come il capriolo siberiano (Capreolus pygargus). L’avifauna comprende numerose specie tra cui il fagiano dorato (Chrysolophus pictus), l'assiolo orientale (Otus sunia), la ghiandaia eurasiatica (Garrulus glandarius subsp. sinensis) e molti tetraonidi. Le rapide dei torrenti montani e i laghi d'alta quota sono habitat di diverse specie endemiche di anfibi e pesci. La grande varietà di microclimi e di quote rende questa regione uno degli hotspot mondiali per la biodiversità di specie forestali temperate.

## Popolazione
L'ecoregione è scarsamente popolata, soprattutto nelle zone montuose più elevate e difficilmente accessibili, dove la densità umana è molto bassa o nulla. La popolazione residente è costituita principalmente da comunità tibetane e da altre minoranze etniche, che vivono in villaggi tradizionali situati per lo più nelle valli fluviali. In queste aree, l'economia locale si basa su agricoltura di sussistenza, allevamento di bestiame (come yak e ovini), raccolta di prodotti forestali e, in misura crescente negli ultimi anni, sul turismo ecologico, specialmente nelle zone protette come Wolong e Jiuzhaigou. Tuttavia, la crescita demografica, la pressione sulle risorse naturali e l'espansione di infrastrutture legate al turismo rappresentano nuove sfide per la conservazione degli ecosistemi forestali.

## Conservazione

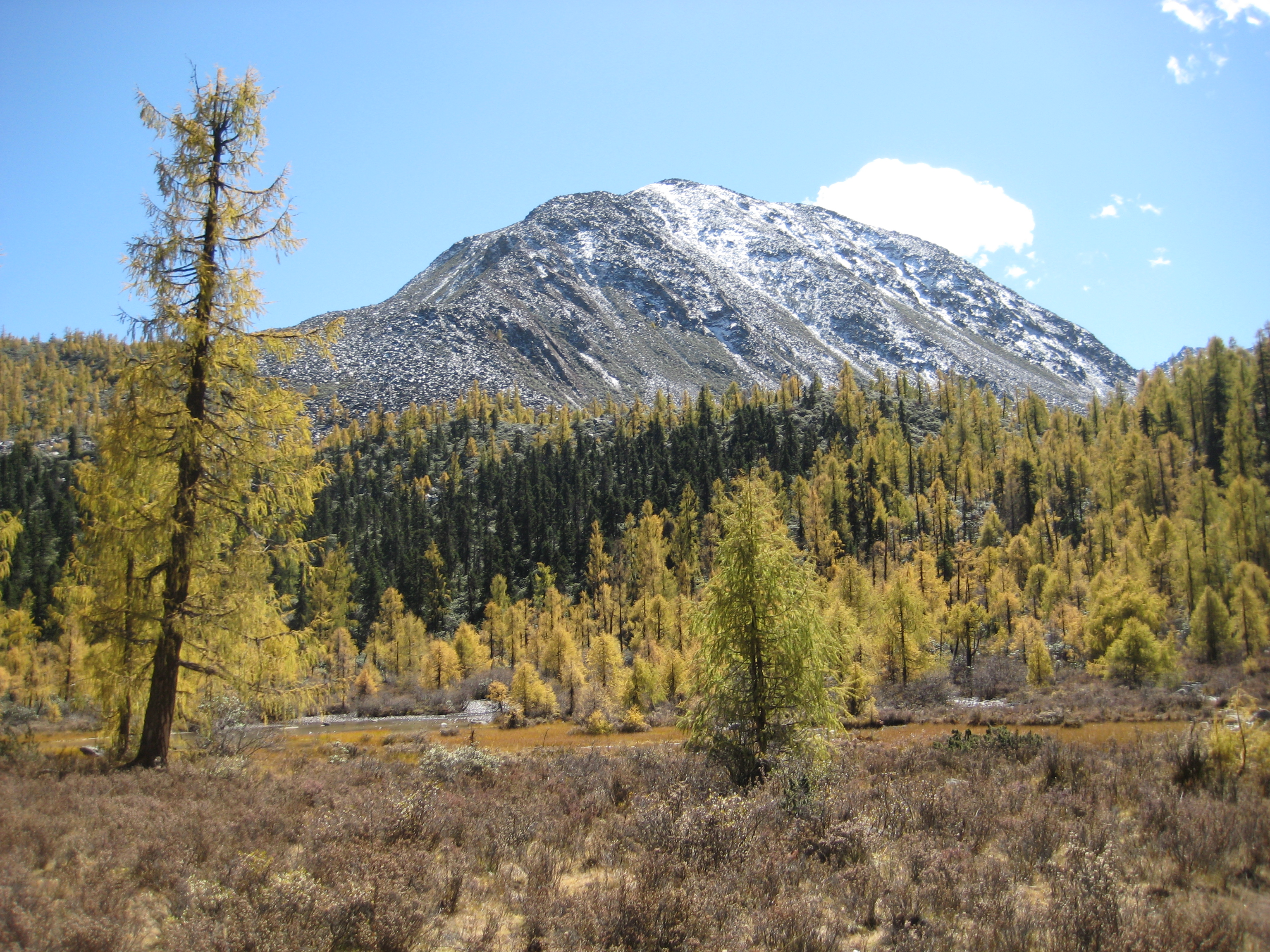
Larici (Larix potaninii) sui monti Daxue nella contea di Danba in autunno

Lo stato di conservazione è considerato in pericolo critico. La regione risulta in gran parte poco accessibile, ma molto poche sono le aree protette. Dal 1998 è stato vietato il taglio della legna dal governo cinese, ma nel Tibet sud-orientale, tali regolamenti sono più difficili da applicare perché il governo tibetano locale ha una certa autonomia limitata per formulare la propria politica su questioni politicamente non sensibili come il taglio delle foreste e ha scelto di non applicare rigorosamente il divieto di taglio.
Nella regione vi sono poche aree protette. Fra queste:
- Riserva naturale di Wolong;
- Valle del Jiuzhaigou che è anche patrimonio dell'umanità dell'UNESCO.